# Comuna Zalucicea, Cemerivți
Zalucicea (în ucraineană Залуччя) este o comună în raionul Cemerivți, regiunea Hmelnîțkîi, Ucraina, formată din satele Cerce și Zalucicea (reședința).

## Demografie
Componența lingvistică a comunei Zalucicea
     Ucraineană (99,21%)
     Alte limbi (0,79%)
Conform recensământului din 2001, majoritatea populației comunei Zalucicea era vorbitoare de ucraineană (99,21%), existând în minoritate și vorbitori de alte limbi.